# Mosvik
Mosvik est un village situé dans la commune norvégienne d'Inderøy du comté de Trøndelag. Il fait partie de la région du Innherred. 

## Géographie
Le village est situé le long du Trondheimsfjord dans la partie sud d'Inderøy, à environ 4 km au sud-ouest du pont Skarnsund. Il est proche des villages de Framverran, Kjerringvik, Trongsundet et Venneshamn.
Mosvik est situé près de deux des douze structures norvégiennes les plus hautes : l'émetteur de télévision et de radio Skavlen à 165 m et le pont Skarnsund à 152 m.
Jusqu'en 1991, la liaison entre Mosvik et Innherred n'était assurée que par un ferry, d'abord via Ytterøya jusqu'à Levanger, puis directement vers Inderøy sur la ligne de ferry Vangshylla-Kjerringvik. En 1991, le pont Skarnsund sur la route du comté norvégien 755 est achevé, éliminant ainsi le besoin d'un traversier.

## Toponymie
L'ancienne forme norvégienne du nom était Masarvík. Le préfixe est le cas génitif du nom de la rivière Mǫs (aujourd'hui Mossa) et le suffixe Vík est identique au mot vik qui signifie « grau » ou « crique ». Le nom a historiquement été épelé Mosviken.

## Histoire
Mosvik est fondée en tant que commune le 1er janvier 1901 par la division de Mosvik og Verran en deux communes de Mosvik et Verran. Au départ, Mosvik comptait 959 habitants. Le 1er janvier 1968, la zone de Framverran, située du côté sud du Verrasundet (avec une population de 395 habitants), est transférée de Verran à Mosvik. Le 1er janvier 2012, la municipalité de Mosvik cesse d'exister lorsqu'elle fusionne avec la municipalité voisine d'Inderøy. Avant la fusion, Mosvik comptait 811 résidents.

## Personnalités liées à la commune
- Petter Northug (fondeur norvégien né en 1986).